# 萬千升呢福祿壽
《萬千升呢福祿壽》（英語：Games Gods Play）是香港電視廣播有限公司製作的綜藝戲仿節目。本節目是福祿壽系列的第五輯，亦為無綫電視45周年台慶推介綜藝節目之一。由阮兆祥（福）、王祖藍（祿）及李思捷（壽）主持。由2012年10月20日至11月10日逢星期六21:30-22:30於翡翠台及高清翡翠台播放。節目播出後於myTV提供節目重溫。
本節目於2013年農曆新年期間深夜時段重播，安排如下：

2013年2月12日（星期二、農曆正月初三）：02：30—03：30

2013年2月13日（星期三、農曆正月初四）：02：25—03：25

2013年2月14日（星期四、農曆正月初五）：02：25—03：25

2013年2月15日（星期五、農曆正月初六）：02：10—03：10

## 節目簡介
台慶之寶「福祿壽」阮兆祥、王祖藍、李思捷再次重組出撃，將以嶄新的形式，推出一連四集的《萬千升呢福祿壽》迎接45周年台慶。他們不但化身成為潮爆樂壇天王天后，舉行「超級巨星演唱會」，穿上出位、華麗的服飾造型，大唱大跳多首經典金曲，掀起全場高潮！與此同時，邀請到視帝視后、小生花旦來到「垃圾會大便論」，針對各嘉賓的議題來進行一場口才大考驗；而三位美艷動人的大Ex、Hungry及Handelababy更因競逐「鄉下小姐」而引發連場笑話！此外，還推出「全城奧運一齊片」、「惡搞最紅廣告」、「惡搞大熱電視劇集」等有別以往見慣見熟的惡搞系列，發揮扮嘢天份，務求繼續大放笑彈。

### 鄉下小姐選舉
講述「Sat in the city」的三位主角Hungry（李思捷 飾）、Handelababy（王祖藍 飾）及大Ex（阮兆祥 飾）參加「鄉下小姐選舉」，引發連場笑話。最後冠軍為11號Handelababy。（惡搞：香港小姐選舉） 

嘉賓：
- 第1集
  - 金剛（主持）
- 第2集
  - 吳美玲（Mei Ling）（導師）
- 第3集
  - 謝天華
- 第4集
  - 鍾景輝（司儀）
  - 陳法拉（評判）
  - 徐子珊
  - 李亞男

### GAGMAN
惡搞部分《蝙蝠俠》及《變形俠醫》之人物造型，由GAGMAN（阮兆祥 飾，惡搞蝙蝠俠）、JOKE假（李思捷 飾，惡搞小丑）和變型傑青（王祖藍 飾，惡搞變形俠醫）向觀眾講冷笑話。

### Big Pan
惡搞《BIGBANG》的其中三位成員，由大羊（阮兆祥 飾，惡搞太陽）、D.O.G.（李思捷 飾，惡搞T.O.P.）和豬.Dragon（王祖藍 飾，惡搞G-Dragon）向觀眾預告下一節內容。

### 萬千升呢送大禮
第1集
1.吳鎮宇
- 模仿題（模仿周潤發、劉德華、梁朝偉激動樣子。）
  - 獎品:現金獎2000元、美容禮券4000元、24k足金福祿壽

2.陳法拉
- 動作題（一字馬、拱橋）
  - 獎品:現金獎2000元

第2集
1.苗喬偉
- 文字題（對聯）
  - 獎品:現金獎2000元、美容禮券2000元

2.陳敏之
- 模仿題（模仿草猛跳森巴舞）
  - 獎品:現金獎2000元

第3集
1.吳卓羲
- 模仿題（模仿郭富城跳舞）
  - 獎品:現金獎2000元

### 主場大辯論
由劉江牙（阮兆祥 飾，第1-2集，影射劉江華。）或白搵笨（阮兆祥 飾，第3-4集，影射白韻琹。），農民力量（影射人民力量）的黃郁忟（李思捷 飾，影射黃毓民）和呻吟黨（影射新民黨）的驗樓屬宜（王祖藍 飾，影射葉劉淑儀）向藝人提出尖銳問題，來進行一場口才大考驗。

嘉賓：
- 第1集
  - 黎耀祥
- 第2集
  - 胡杏兒
- 第3集
  - 苟芸慧
  - 岑麗香
- 第4集
  - 古明華

### 全城奧運一齊片
內容環繞奧運賽事（實際上只是引觀眾笑），參賽選手有來至天水圍特許經營擺賣區的李為食（王祖藍 飾，影射李慧詩）、將軍澳堆填區的趙啞鈴（阮兆祥 飾，影射趙常玲）和旺角行人專用區的劉翔發（李思捷 飾，影射劉翔）。

#### 國歌
- 天水圍特許經營擺賣區：Old Mcdonld had a farm
- 將軍澳堆填區：Happy birthday to you
- 旺角行人專用區：有隻雀仔跌落水

### 惡搞最紅廣告
- 第1集：
  - 鵝要健康，鵝要燒豬（惡搞FANCL Dynamic Fat Burner）
  - 阿嬋天王椅（惡搞OSIM天王椅）
- 第2集：
  - 吳敢當「見肚即飛」（惡搞黃錦康「應肚即飛」）
  - 牛雜天王（惡搞補習天王）
- 第3集：
  - TVB配方（惡搞美國雅培EyeQ配方）
  - 快落易痾寶（惡搞信諾「頤安保」）

### 惡搞大熱電視劇集
- 第1集《On居36小時》（《On Call 36小時》）
- 第2集 《杯墊》（《心戰》）
- 第3集 《癲得得媽媽...》（《巴不得媽媽...》）

### 「群星」演唱會
（每集按出場順序）
- 第1集 
  - 王祖藍 飾 Chok風（影射林峯）—Chok
  - 阮兆祥 飾 CSY嘥（影射PSY）—Gangnam Style
  - 李思捷 飾 著富城（影射郭富城）—唱這歌
  - 大合唱—兄弟
- 第2集 
  - 阮兆祥 飾 籮記（影射羅文）—強人
  - 李思捷 飾 鄭老抽（影射鄭少秋）—楚留香
  - 王祖藍 飾 艷麗儀（影射葉麗儀）—女黑俠木蘭花
  - 大合唱—熱力節拍WOU BOM BA、兄弟
- 第3集 
  - 阮兆祥 飾 羅小豬（影射羅志祥）—精舞門
  - 王祖藍 飾 菜禽（影射蔡琴）—被遺忘的時光
  - 李思捷 飾 庾情聖（影射庾澄慶）—情非得已
  - 大合唱—熱情的沙漠
- 第4集（鄉下小姐競選表演嘉賓）
  - 李思捷 飾 淨住先.添飯（影射Justin Bieber）—Baby
  - 阮兆祥 飾 鼻腔塞（影射Beyonce）—Crazy In Love
  - 王祖藍 飾 勿當乸（影射Madonna）—Vogue
  - 大合唱—鄉下小姐升哂呢

## 外部連結
- 萬千升呢福祿壽 官方網頁 （页面存档备份，存于）

## 電視節目的變遷
| 香港無綫電視翡翠台、高清翡翠台 逢星期六 21:30-22:30 時段 | 香港無綫電視翡翠台、高清翡翠台 逢星期六 21:30-22:30 時段                                  | 香港無綫電視翡翠台、高清翡翠台 逢星期六 21:30-22:30 時段 |
| -------------------------------------------------------- | ----------------------------------------------------------------------------------------- | -------------------------------------------------------- |
|                                                          | 萬千升呢福祿壽 (2012.10.20 - 2012.11.10)                                                  |                                                          |
| 善心滿載仁愛堂 (2012.10.13)(20:30-22:30)                 | 那些年 爆笑不離3兄弟演唱會 (2012.11.17)(20:30-22:30) TVB凝聚力量節目巡禮2013 (2012.11.24) |                                                          |